# Prosacantha
Prosacantha is een geslacht van vliesvleugelige insecten van de familie Scelionidae.

## Soorten
- P. longicornis Nees, 1834
- P. spinosula Nees, 1834